# Gabriela Ortiz
Gabriela Ortiz Torres (* 20. Dezember 1964 in Mexiko-Stadt) ist eine mexikanische Komponistin.

## Leben und Wirken
Ortiz studierte Komposition bei Mario Lavista am Nationalkonservatorium und bei Federico Ibarra an der Universität von Mexiko. 1990 erhielt sie ein Stipendium des British Council, um bei Robert Saxton an der Guildhall School of Music and Drama zu studieren. Mit einem Stipendium der Universität von Mexiko begann sie 1992 ein Dissertationsstudium in elektroakustischer Musik bei Simon Emmerson an der City University London. Sie unterrichtet Komposition an der Universität von Mexiko.

## Werke
- Río de mariposas für zwei Harfen und Schlagzeug
- Cuarteto nº 1, 1988
- Five Microetudes für Tonband, 1992
- Concierto Candeal für Schlagzeug, 1993
- El trompo für Vibraphon und Tonband, 1994
- Altar de neón für Perkussionsquartett und Kammerorchester, 1995
- Altar de Muertos für Streichquartett und Tonband, 1996
- Puzzle-tocas für Bläserquintett, 2002
- Altar de Piedra, Concertante für Schlagzeug und Orchester, 2003
- Únicamente la verdad, Videópera (in Zusammenarbeit mit Rubén Ortiz Torres), 2004

## Weblink
- Offizieller Internetauftritt: www.gabrielaortiz.com (englisch)

| Personendaten    | Personendaten                               |
| ---------------- | ------------------------------------------- |
| NAME             | Ortiz, Gabriela                             |
| ALTERNATIVNAMEN  | Ortiz Torres, Gabriela (vollständiger Name) |
| KURZBESCHREIBUNG | mexikanische Komponistin                    |
| GEBURTSDATUM     | 20. Dezember 1964                           |
| GEBURTSORT       | Mexiko-Stadt                                |